# Oritoniscus rousseti
Oritoniscus rousseti är en kräftdjursart som beskrevs av Henri Dalens1998. Oritoniscus rousseti ingår i släktet Oritoniscus och familjen Trichoniscidae. Inga underarter finns listade i Catalogue of Life.